# Cowards Empire
Cowards Empire è il sesto album in studio del gruppo musicale italiano Node, pubblicato il 26 aprile 2016 dall'etichetta discografica italiana Punishment 18 Records.

## Il disco
Questo album arriva a sei anni di distanza del precedente In the End Everything Is a Gag, e vede una band completamente diversa a seguito di uno stravolgimento della formazione precedente, della quale è rimasto solo il chitarrista Gary D'Eramo.
Le registrazioni dell'album sono iniziate nel marzo del 2015 e si sono tenute in tre diversi studi, terminando il successivo settembre:
- RecLab Studio (Larsen Premoli)
- Ironape Studio (Federico Lino)
- Node studio (Andrea Testori)

Il missaggio ed il mastering sono poi stati affidati ancora a Larsen Premoli (co-produttore dell'album assieme alla band).

## Promozione
Nel Luglio del 2016 la band ha pubblicato un video promozionale per l'ottava traccia dell'album (The Truck). Il video è stato realizzato da Pietro Battanta (batterista della band), utilizzando le riprese effettuate durante i concerti tenuti dalla band in Russia nel Giugno dello stesso anno, come supporto ai canadesi Kataklysm.

## Tracce

### Edizione standard (doppio CD-DVD)
L'album include un DVD bonus contenente il concerto tenuto il 15 marzo del 2015 presso il Centrale Rock Pub di Erba (CO), per festeggiare il ventesimo anniversario della band.
Testi di CN Sid (eccetto The Plot Survives, strumentale), musiche di D'Eramo, Gonella Diaza, De Robertis, Battanta (tranne dove diversamente specificato).
1. StagNation – 5:54
2. Death Redeems – 4:42
3. Lambs – 4:41
4. Average Voter – 4:29
5. Locked In – 5:24
6. No Reason – 4:27
7. Money Machine – 5:27
8. The Truck – 3:39
9. Still The Same – 5:08
10. Liar.com – 3:35
11. The Plot Survives – 7:55 (musica: D'Eramo, Caniato, Battanta)

### Edizione digitale
L'edizione digitale è stata pubblicata dalla band il 5 maggio 2016.
Questa versione include, come bonus track, una ri-registrazione del brano Children (originariamente sull'album Technical Crime del 1997) che vede la presenza del chitarrista Steve Minelli, storico membro fondatore della band, in qualità di special guest.
1. StagNation – 5:54
2. Death Redeems – 4:42
3. Lambs – 4:41
4. Average Voter – 4:29
5. Locked In – 5:24
6. No Reason – 4:27
7. Money Machine – 5:27
8. The Truck – 3:39
9. Still The Same – 5:08
10. Liar.com – 3:35
11. The Plot Survives – 7:55 (musica: D'Eramo, Caniato, Battanta)
12. Children (2016 Version) (feat. Steve Minelli) (ri-registrazione del brano Children, originariamente apparso sull'album Technical Crime del 1997) – 4:12

## Formazione

### Node
- CN Sid - voce
- Gary D'Eramo - chitarra, voce
- Rudy Gonella Diaza - chitarra
- Davide (Dero) De Robertis - basso
- Pietro Battanta - batteria

### Ospiti
Molti artisti provenienti dalla scena rock/metal italiana hanno partecipato a questo album in qualità di ospiti.
- Daniele Orlandi (Blackstarr & The new Black)
- Gianluca Ferro
- Tommy Massara (Extrema)
- Lisy Stefanoni (Evenoire)
- Luca Di Fato (Wake Arkane)
- Oinos (Will’o'wisp; Australwave, ex-Node, ex-Sadist)
- Andrea Caniato (ex-Node)
- Steve Minelli (ex-Node)